# Stefan Ier Nemanjić
 (août 2023).
Pour les articles homonymes, voir Stefan et Étienne.
Stefan Ier Nemanjić, appelé aussi Stefan Prvovenčani (c'est-à-dire : Stefan le Premier-couronné), en serbe cyrillique Стефан Првовенчани, français : Étienne Nemanjic, est grand duc de Serbie de 1196 à 1217 et roi de 1217 à 1228. Il est le premier roi de Serbie, souverain serbe de la dynastie des Nemanjić.
En serbe, Nemanjić signifie « fils de Nemanja ». De fait, Stefan le premier couronné est le second fils du duc Stefan Nemanja et de la duchesse Ana. Il a comme frère cadet Rastko Nemanjić, le fondateur de l'Église serbe autocéphale qui est canonisé sous le nom de saint Sava.

## La lutte pour le pouvoir
Sous le règne de Nemanja, la Serbie couvre les territoires de la Rascie, de la Zachlumie en Herzégovine et de la Dioclée, l'actuel Monténégro. À sa mort, ses terres sont partagées entre ses fils. Stefan reçoit en héritage la Rascie, son frère aîné Vukan la Dioclée et Rastko Nemanjić la Zachlumie.
La tension est extrême entre Vukan (soutenu par la Rome d'Innocent III), le royaume de Hongrie d'Emeric et Stefan soutenu par l'Empire bulgare. La Hongrie et la Bulgarie aspirent à s'agrandir aux dépens de la Serbie.
En 1202, les armées de Vukan et de la Hongrie battent les troupes de Stefan. La Serbie passe sous l'autorité totale de la Hongrie.
En 1205, après trois années d'une sanglante guerre civile, les deux frères font la paix. Vukan reste maître de la Dioclée, qu'il renomme Zeta et il reconnait l'autorité de Stefan sur toutes les terres serbes. La Hongrie est évincée de l'accord conclu entre les frères.

## Apparition du Dinar serbe

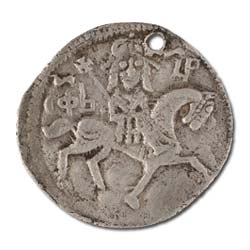
Dinar de 1346 de l'empereur Stefan Uroš IV Dušan (Photo de la Banque nationale de Serbie).

Lors du règne de Stefan Ier Nemanjić Premier-Couronné (1214), que le « dinar serbe » est mis en circulation pour la première fois. Ce qui en fait avec la livre sterling, la plus ancienne monnaie d'Europe. Les pièces médiévales serbes sont exclusivement en argent.

## Stefan le diplomate, ami de Rome et de Venise
En 1204, la quatrième croisade, détournée de son objectif premier, la Terre sainte, aboutit à la prise de Constantinople. Un empire latin est installé sur les vestiges de l'ancien Empire byzantin. L'empereur bulgare Kalojan, qui a offert son aide aux Croisés se retourne contre eux. Kalojan trouve la mort en 1207 lors du siège de Thessalonique.
Cela permet à la Serbie de Stefan Nemanjić d'attaquer la Bulgarie. Les Serbes récupèrent ainsi les villes de Vranje, Polog, Prizren et surtout la ville de Niš qui commande la route conduisant de l'Europe centrale et de l'Europe de l'Ouest jusqu'à Constantinople.
La chute de la ville, en 1204, a aussi permis à Stefan d'ouvrir son jeu diplomatique. Désormais, il contrôle la route vers Constantinople. Les latins ont besoin de lui. Il négocie avec Rome et la république de Venise dans le but de profiter de ses nouvelles conquêtes. Il obtient du doge de Venise, Pietro Ziani, la main d'Anne Dandolo, la petite-fille d'Enrico Dandolo. Comme prix de ses efforts diplomatiques en direction de la Papauté, il demande au souverain pontife de lui attribuer la couronne royale.

La Serbie de Nemanja.

## Stefan le premier couronné
En 1217, le pape Honorius fait porter par ses émissaires la couronne de Serbie. Il a donné son accord au couronnement du grand duc de Serbie Stefan Nemanjić. Il est roi de Serbie. Il n'est pas le premier roi serbe, car les souverains serbes de la Dioclée avait aussi le titre de roi, mais comme à présent la Dioclée est sous l'autorité du duc de Rascie, il a demandé le transfert de la couronne de Dioclée à tous les territoires contrôlés par sa famille. La couronne n'est plus la couronne du royaume de Dioclée, mais de Serbie.
Stefan est roi, mais doit sa couronne au pape, donc, aux latins. Les serbes sont de tradition des chrétiens orthodoxes. Depuis la prise et le pillage de Constantinople par la IVe croisade, les grecs byzantins ont perdu leur capitale, la ville est au main de l'impératrice Yolande qui a succédé à Henri de Flandre. L'Empire byzantin a deux empereurs, l'un à l'ouest Théodore Doukas et l'autre, à l'est, Théodore Lascaris qui de la ville de Nicée en Asie Mineure, a autour de lui la majorité des nobles, et aussi le patriarche de Constantinople.
À Nicée, il est évident que l'Empire devait maintenir les serbes dans l'orthodoxie et les éloigner du catholicisme. Des serbes catholiques, donc latins, auraient été un obstacle important pour l'empereur de Nicée, pour récupérer Constantinople.
Tout cela, Stefan et son frère Saint Sava le savent. Stefan a obtenu de Rome le titre de roi. En 1219, saint Sava obtient de Byzance l'autochéphalie de l'Église orthodoxe serbe, membre de l'Église orthodoxe.
En deux ans, les deux frères ont obtenu tous les attributs d'un État puissant, une couronne et une église indépendante. Et cela, exclusivement, grâce à leur diplomatie, coincés entre les deux mondes chrétiens, les serbes avaient su tirer profit des deux géants, à leur propre avantage.

### Sources
- Dusan Batkovic, Histoire du peuple serbe, éditions L'âge d'homme  (ISBN 282511958X)
- Georges Castellan, Histoire des Balkans, XIVe – XXe siècle, éditions Fayard  (ISBN 2213605262)
- Donald M. Nicol, Les Derniers siècles de Byzance, 1261-1453, éditions les Belles Lettres  (ISBN 2251380744)
- (en) Florin Curta Southeasterne Europe in the Middle Ages 500-1250 Cambridge University Press  (ISBN 9780511222788).